# Batalla de Krtsanisi
La batalla de Krtsanisi (en idioma georgiano: კრწანისის ბრძოლა, k'rts'anisis brdzola) fue una batalla entre los ejércitos de la Dinastía Kayar del Imperio persa y los ejércitos georgianos de los reinos de Kartli-Kajetia e Imericia en Krtsanisi, al sur de Tiflis, Georgia, entre el 8 y el 11 de septiembre de 1795 como parte de la guerra iniciada por Aga Muhammad Khan en respuesta al pacto de protectorado firmado por Heraclio II con el Imperio ruso. La batalla tuvo como resultado la derrota decisiva de los georgianos, y la captura y posterior saqueo de su capital, Tiflis, así como la efectiva reconquista de Georgia oriental por parte del imperio kayar.

## Contexto
La primera vez que Georgia oriental (reinos de Kartli y Kajetia) fue sometida al vasallaje persa fue en 1503, y desde 1555 pasó a estar intermitentemente bajo su soberanía y gobierno. Tras la muerte de Nader Shah, los dos reinos se liberaron y fueron reunidos en una unión personal por el rey Heraclio II (Erekle) en 1762. Heraclio consiguió mantener la independencia de su reino durante todo el periodo Zand en Imperio persa, entre 1747 y 1795. En 1783 situó su reino bajo la protección del Imperio ruso por medio del Tratado de Gueórguiyevsk con Catalina la Grande. En las últimas décadas del siglo XVIII, Georgia se había convertido para Rusia en una provincia importante para las relaciones entre Irán y Rusia, que las provincias del norte de Persia, como Mazandarán o Guilán, pues al contrario que Pedro el Grande, Catalina veía a Georgia como un pivote importante para las aspiraciones rusas, pudiendo ser usada como base de operaciones contra sus dos potencias geopolíticas rivales fronterizas, Persia y el Imperio otomano. Para este propósito, interesaba disponer de un puerto en las costas del Mar Negro de Georgia. En 1784 se enviaron dos batallones de infantería con cuatro piezas de artillería que serían desplazadas a otro frente, a pesar de las protestas georgianas, con el estallido de la guerra ruso-turca de 1787-1792.
En los próximos años, Rusia estaría demasiado ocupada el Imperio otomano, la Mancomunidad de Polonia-Lituania y las consecuencias europeas de la Revolución Francesa para prestar demasiada atención a Georgia. Ni siquiera la consolidación de la dinastía Kayar con Aga Muhammad Khan, que se convirtieron en los nuevos dueños del trono persa, distrajo a Catalina de los asuntos del oeste. En 1791, hallándose Aga Muhammad Khan en Tabriz, Heraclio pidió una nueva ayuda militar al general Iván Gudóvich, comandante de la Línea del Cáucaso, pero el gobierno de San Petersburgo desestimó el enviar nuevas tropas a Georgia. En 1792, Gudóvich le contestó a Heraclio que solo recibiría apoyo diplomático en caso de una ataque iraní. A pesar de contar solamente con sus propios recursos, Heraclio perseveró en sus intentos de establecer, con la protección rusa, una monarquía fuerte y unida a la que el reino occidental de Imericia y las provincias bajo control otomano se verían atraídas finalmente.
Tras su victoria en la lucha de poder interna en Persia, el líder de la nueva dinastía, Aga Muhammad Khan se planteó como primer objetivo devolver totalmente el Cáucaso a la órbita de control persa. Para él, volver a subyugar y reintegrar Georgia al Imperio persa era parte del mismo proceso que había llevado su gobierno a Shiraz, Isfahán y Tabriz. Consideraba, del mismo modo que los safávidas y Nader Shah antes que él, que Georgia era una provincia de Irán del mismo modo que Jorasán, y su secesión permanente debía ser combatida del mismo modo que si fueran otras partes del propio Irán y por ello utilizó los recursos a su disposición para recuperarla. Como soberano de Irán consideraba que debía restablecer el orden tras la traición del wali de Georgia (Gurjistán) tras la muerte de Nader Shah.
Habiendo conseguido un periodo de paz entre sus propias disputas y teniendo el norte, el oeste y el centro de Persia asegurado, los persas pidieron a Heraclio II que renunciara a su tratado con Rusia y aceptara la soberanía persa, a cambio de la paz y la seguridad de su reino. Ante el hecho de que los otomanos reconocían por primera vez en cuatro siglos a Persia el derecho sobre Georgia oriental, Heraclio II pidió ayuda a Catalina II, su protectora teórica, suplicando al menos 3000 soldados rusos, pero no fue escuchado, dejando a Georgia sola ante la amenaza persa. Heraclio, a pesar de estas dificultades, rechazó el ultimátum del kan.

## Invasión persa

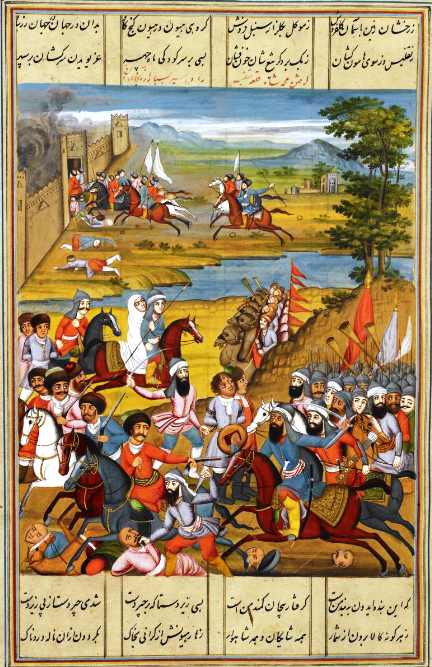
Entrada de los ejércitos de Aga Muhammad Khan en Tiflis en una miniatura de la época Kayar.

En agosto de 1795, Aga Muhammad Khan cruzó el río Aras con un ejército de setenta mil hombres. Dividió sus fuerzas en tres, el ala izquierda fue enviada en dirección a Ereván, la derecha paralela al mar Caspio hacia el Mugán, Daguestán y Shirván, mientras el Shah encabeza el cuerpo central del ejército avanzando hacia la fortaleza de Shusha en el Kanato de Karabaj, a la que sitió entre el 8 de julio y el 9 de agosto. Sus alas forzaron a los kanes de Ganyá y al de Ereván a aliarse con él. Habiendo abandonado el asedio de Shusha por la firme resistencia que había recibido la ayuda del príncipe Aleksandre de Georgia, tras la rendición del kan de Karabaj Ibrahim Jalil Kan con términos de tributo y rehenes, pero sin permitírsele la entrada a la ciudad, se dirigió, una vez asegurada así esta zona, hacia Shirvan. Allí se le unieron las fuerzas del kan de Ganyá Javad Kan y el resto de su ala derecha. En Ganyá, Aga Muhammad Khan envió a Heraclio su último ultimátum, que recibiría en septiembre de 1795:

Su Alteza sabe que en las últimas cien generaciones habéis estado sometidos a Irán, ahora nosotros nos dignamos a decir con asombro que os habéis juntado con los rusos, que no tienen otro negocio que comerciar con Irán [...] El último año me forzasteis a destruir a unos cuantos georgianos, aunque no teníamos ningún deseo de que nuestros súbditos murieran por nuestra mano [...] Es ahora nuestra gran voluntad que tú, hombre inteligente, abandones esos asuntos [...] y rompas relaciones con los rusos. Si no lleváis a cabo  esta orden, entonces llevaremos a cabo en breve una campaña contra Georgia, que derramará sangre tanto rusa como georgiana que creará ríos tan grandes como el Kurá.

Según el historiador kayar contemporáneo Ḥasan-e Fasāʼi en su Fārsnāma-ye Nāṣeri, Aga Muhammad Khan había declarado en la carta que:

El Shah Ismail I Safavi gobernó sobre la provincia de Georgia. Cuando en los días del difunto rey nos embarcamos en conquistar las provincias de Persia, no procedimos con esta región. Ahora que la mayoría de provincias de Persia están bajo nuestra posesión, debes, de acuerdo a la ley antigua, considerar Georgia (Gurjistan) parte del Imperio, y aparecer ante nuestra majestad. Tienes que confirmar tu obediencia, entonces puedes permanecer en posesión de tu vilayato de Georgia. Si no lo haces, serás tratado como el resto.

Con sus asesores divididos, Heraclio ignoró el ultimátum y envió correos a San Petersburgo. Gudóvich, que residía en Gueórguiyevsk, respondió a Heraclio que evitara gastos y fuerzas, pero Heraclio, junto con Salomón II y algunos imeretios se dirigieron al sur de Tiflis para enfrentarse a los persas.
Aga Muhammad Khan a su vez marchaba directamente en dirección a Tiflis con la mitad del ejército con que cruzó el Aras, según las diferentes estimaciones 35 000 o 40 000 hombres y atacaron las posiciones fuertemente fortificadas de Heraclio y Salomón. Abandonado por varios de sus nobles, Heraclio logró movilizar a unas 5000 tropas, incluyendo a 2000 auxiliares imeretios de su aliado, miembro también de la dinastía Bagrationi y su pariente lejano. Los georgianos ofrecieron una resistencia desesperada y tuvieron éxito en hacer fracasar varios ataques persas el 9 y el 10 de septiembre. Pero finalmente se dice que unos traidores informaron a los persas del pésimo estado de los georgianos, por lo que no volvieron a Persia. El 11 de septiembre por la mañana, el Khan lideró personalmente una ofensiva total contra los georgianos. En medio del duelo de artillería y una fiera carga de caballería, los persas consiguieron cruzar el río Kurá y flanquearon al diezmado ejército georgiano. Heraclio II intentó contratacar pero tuvo que retirarse a las últimas posiciones en sus manos en los alrededores de Tiflis. Al anochecer, las fuerzas georgianas estaban exhaustas y prácticamente destruidas. La artillería superviviente detuvo brevemente el avance persa para permitir a Heraclio y una escolta de unos 150 hombre escapar a través de la ciudad a las montañas. La lucha continuó en las calles de Tiflis y en la fortaleza de Narikala. En unas pocas horas, Aga Muhammad Khan tenía el control de la capital georgiana, que fue completamente saqueada y su población masacrada. El ejército persa regresó a Persia con el botín y con unos 15 000 cautivos. Los georgianos perdieron 4000 hombres en la batalla y los persas 13 000, un tercio de sus fuerzas.
En la defensa de Tiflis en esta batalla se destacaron los Trescientos de Aragvi, cuyo sacrificio permitió que Heraclio II pudiera escapar.

## Consecuencias

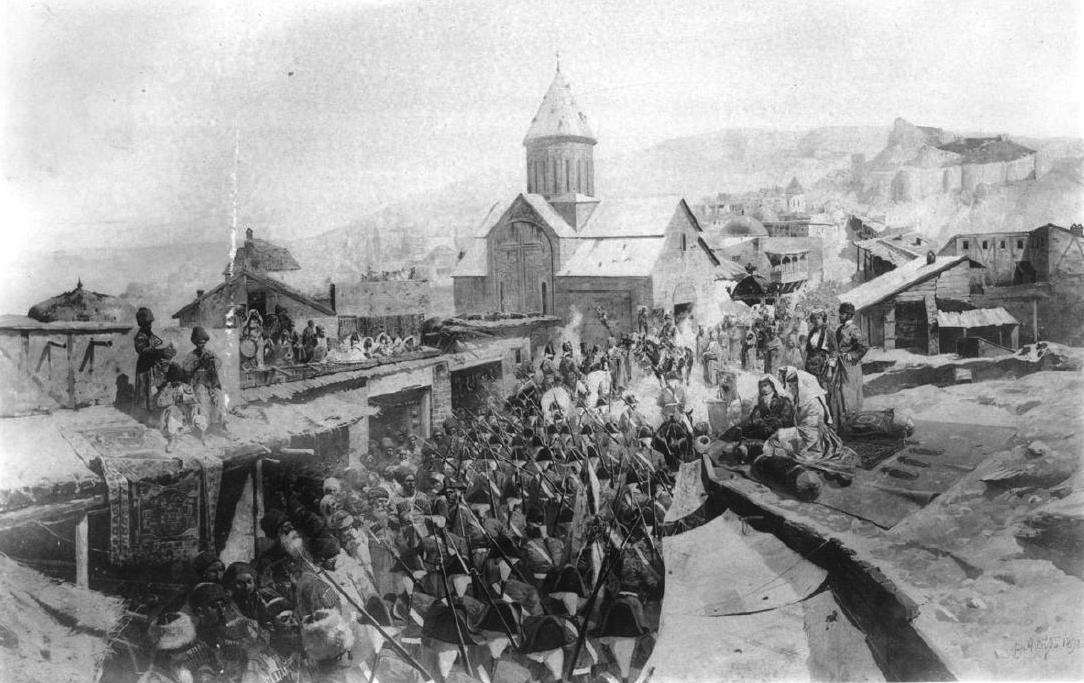
Franz Roubaud, Entrada de las tropas rusas en Tiflis en 1799.

A su regreso tras capturar Tiflis y con el control efecivo de Georgia oriental, Aga Muhammad fue formalmente coronado Shah en 1796 en la llanura de Mugán, como su predecesor Nader Shah lo había sido hacía casi cuarenta años. El cliente de Rusia, Georgia, había sido castigado, y el prestigio de Rusia, dañado. Heraclio regresó a Tiflis para reconstruir la ciudad, pero la destrucción de su capital fue el fin de sus esperanzas y proyectos. El general Gudóvich, al enterarse de la caída de Tiflis culpó a los georgianos. Para restablecer el prestigio ruso, Catalina II declaró la guerra a Persia, a propuesta de Gudóvich, y envió un ejército bajo el mando de Valerián Zúbov a los dominios kayar en abril de ese año, pero el nuevo zar, Pablo I, que sucedió a Catalina en noviembre, le ordenó regresar.
Aga Muhammad Shah sería asesinado mientras preparaba una segunda expedición contra Georgia en 1797 en Shusha, y Heraclio II moriría a comienzos de 1798. La reafirmación de la hegemonía iraní sobre Georgia no duró mucho, en 1799 los rusos marcharon sobre Tiflis. Los dos años siguientes fueron un tiempo de disputas, por lo que el debilitado y devastado reino de Georgia fue fácilmente absorbido por el Imperio ruso en 1801. Como los persas no podían permitir la cesión de Transcaucasia y Daguestán, las consecuencias de la batalla de Krtsanisi llevarían directamente a otras dos guerras entre estas dos naciones. La Guerra ruso-persa de 1804–1813 y la Guerra ruso-persa de 1826-1828 finalmente decidirían la cesión de las regiones mencionadas al Imperio ruso por los tratados de Gulistán y Turkmenchay de 1813 y 1828.